# Xe phân khối lớn

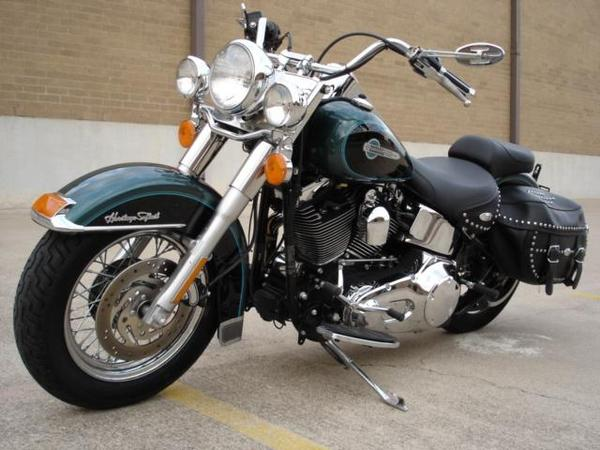
Dòng xe Softail Di sản Cổ điển của hãng Harley-Davidson

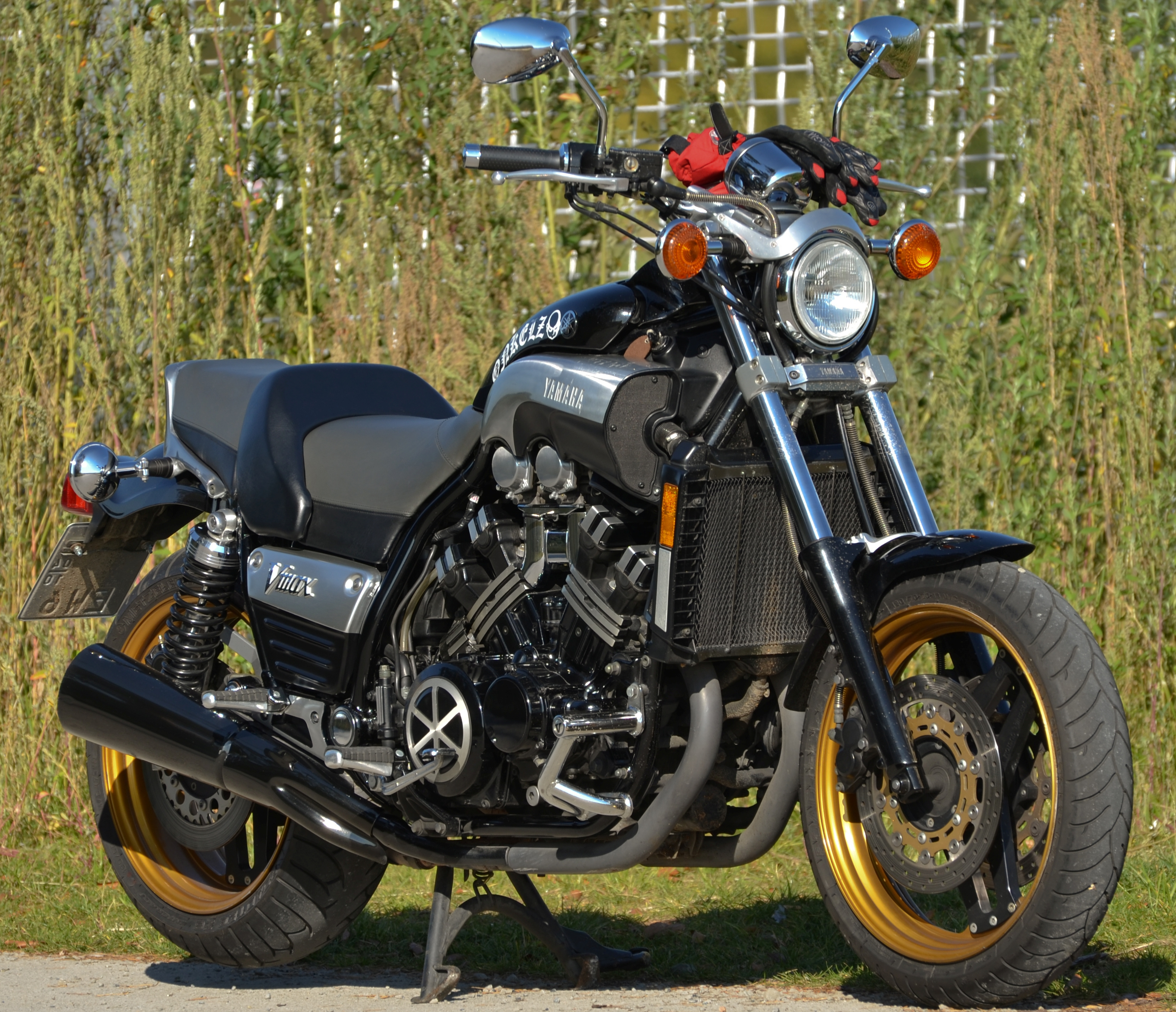
Dòng xe PKL Yamaha V-Max hầm hố

Xe phân khối lớn (viết tắt: xe PKL) là loại xe máy có dung tích xi lanh lớn, cụ thể là có phân khối từ 175cc trở lên. Đây là dòng xe theo phong cách môtô Mỹ từ thập niên 1930 cho đến đầu những năm 1960, bao gồm những chiếc xe được sản xuất bởi các hãng như Harley-Davidson, Indian, Excelsior và Henderson. Yên xe thường nằm ở chân trước và tay trên, với khung sườn dựng đứng hoặc ngả người một chút. Động cơ xe PKL điển hình nổi bật với sự khả năng đi lại và đổi số dễ dàng với rất nhiều mô men lực của sản phẩm cấp thấp nhưng không cần đến một lượng lớn mã lực, theo truyền thống thì động cơ V-twin nhưng là trực tiếp đang dần trở nên phổ biến.
Vào giữa thập niên 1980, các công ty Nhật Bản bắt đầu sản xuất các mẫu xe làm ta liên tưởng đến những chiếc xe PKL đời đầu, và đến năm 1997 thị trường này đã mở rộng đến mức gần bằng 60% thị trường Mỹ, một lượng lớn hãng xe như BMW, Honda, Moto Guzzi, Yamaha, Suzuki, Triumph và Victory đã và đang sở hữu những mẫu xe quan trọng liên tưởng đến xe phân khối lớn của Mỹ.